# Alfredo Bóia
Alfredo Daniel Lopes Bóia (Espinho, 28 novembre 1975) è un ex calciatore portoghese, di ruolo difensore.

## Carriera

### Club
Ha giocato nella massima serie portoghese.

### Nazionale
Con l'Under-20 ha preso parte al Mondiale di categoria nel 1995.